# Puccinellia nutkaensis
Puccinellia nutkaensis — вид цветковых растений рода Бескильница (лат. Puccinellia).

## Ареал и местообитание
Встречается от Аляски и севера Канады до Гренландии и Новой Шотландии и ниже от западного побережья США до прибрежного района Центрального побережья Калифорнии.
Произрастает этот вид на побережьях, на каменистых, песчаных засоленных почвах. Галофит, это растение используют для возобновления растительности в солёных болотах и других местах литорали в Аляске. Оно подходит для этого благодаря своей устойчивости к сильным затоплениям холодной солёной водой во время приливов и штормовых нагонов воды.

## Ботаническое описание
Многолетнее травянистое растение. Оно может иметь различный внешний вид, может быть ползучим или прямостоячим до 90 см высотой с мощными соцветиями колосьями. Оно часто укореняется в узлах стеблей, во влажном грунте они залегают вглубь почвы и формируют густые кустики.
Вид цикадок Macrosteles fascifrons в Аляске тесно связан с этими растениями, оставаясь на них даже тогда, когда они погружены между кусочками льда.

## Синонимика
- Glyceria nutkaensis (J.Presl) Fr.
- Phippsia laurentiana (Fernald & Weath.) Á.Löve & D.Löve
- Phippsia lucida (Fernald & Weath.) Á.Löve & D.Löve
- Phippsia nutkaensis (C.Presl) Á.Löve & D.Löve
- Poa nutkaensis J.Presl
- Puccinellia coarctata subsp. borealis Holmb.
- Puccinellia coarctata var. pseudofasciculata T.J.Sørensen
- Puccinellia grandis Swallen
- Puccinellia laurentiana Fernald & Weath.
- Puccinellia lucida Fernald & Weath.
- Puccinellia macra Fernald & Weath.[4]